# Staurodiscus tetrastaurus
Staurodiscus tetrastaurus is een hydroïdpoliep uit de familie Laodiceidae. De poliep komt uit het geslacht Staurodiscus. Staurodiscus tetrastaurus werd in 1879 voor het eerst wetenschappelijk beschreven door Haeckel. 